# Eulophus femoralis
Eulophus femoralis är en stekelart som beskrevs av Leo Zehntner 1896. Eulophus femoralis ingår i släktet Eulophus och familjen finglanssteklar. Inga underarter finns listade i Catalogue of Life.